# جزیره‌نشینان تنگه تورس

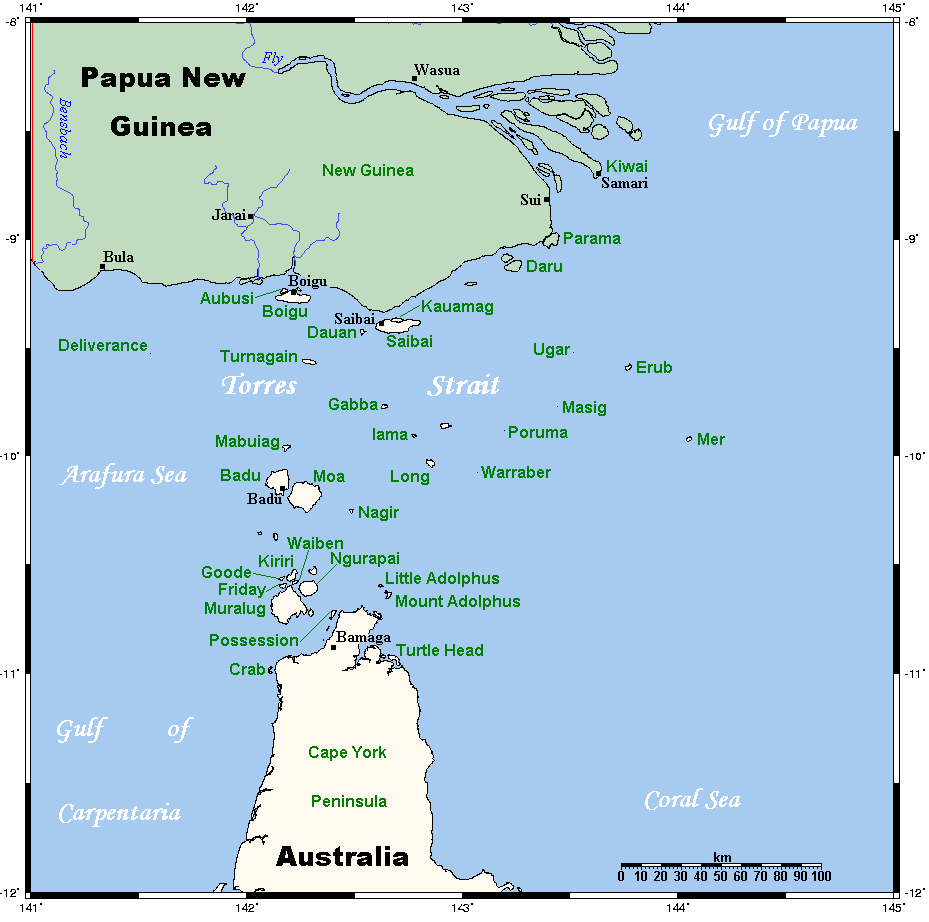
نقشه جزایر تنگه تورس

جزیره‌نشینان تنگه تورس (به انگلیسی: Torres Strait Islanders) بومیان جزایر تنگه تورس در ایالت کوئینزلند استرالیا هستند. این مردم از نظر قومی با بومیان جزیره استرالیا متفاوت هستند و با آن‌ها گروه بزرگ‌تر بومیان استرالیا را می‌سازند. امروزه ۲۸٬۰۰۰ نفر از جزیره‌نشینان تنگه تورس در سرزمین اصلی استرالیا و ۴٬۵۰۰ نفر از آن‌ها در جزایر تنگه تورس زندگی می‌کنند.
جزیره‌نشینان جزیره تنگه تورس پنج گروه قومی متمایز هستند که این گروه‌بندی بر اساس تقسیمات جغرافیایی و فرهنگی است. هسته فرهنگ این مردم پاپوآیی-آسترونزیایی است و آن‌ها به‌طور سنتی دریانورد هستند. یک فرهنگ هنری قوی، به ویژه در مجسمه‌سازی، نقاشی و ماسک سازی وجود دارد.